# Pokon
 (juillet 2018).
Si vous disposez d'ouvrages ou d'articles de référence ou si vous connaissez des sites web de qualité traitant du thème abordé ici, merci de compléter l'article en donnant les références utiles à sa vérifiabilité et en les liant à la section « Notes et références ».
 (juillet 2018).
Pokon est une marque d’engrais végétal qui est produite par la compagnie Pokon Naturado, située à Veenendaal.

## Histoire
La société Kunstmesthandel Bendien est fondée par Hermanus Pieter Bendien en 1929. Il  crée un engrais à base de phosphore (P), potassium (K), et d'azote (N). Les lettres des éléments chimiques conduisent à la marque Pokon. L'engrais est utilisé comme nourriture pour les plantes.
Après la Seconde Guerre mondiale, Hermanus Pieter fils, devient copropriétaire de l'entreprise renommée en Bendien N. V.
Dans les années 1950,  Bendien devient importateur aux Pays-Bas de Chrysal, producteur belge d'engrais pour fleurs coupées. Chrysal est fondée après-guerre par le Belge Camille Buijs. Chrysal fusionne avec la société de Bendien en 1980, à la mort de Buijs.
La marque Pokon a longtemps été la seule marque d'engrais sur le marché néerlandais. Dans les années 1980, la société devient Pokon Chrysal Bendien N. V. et, plus tard, sous la propriété de la famille Hofman,  Pokon Chrysal International.
Début 2007 ,  Pokon-Chrysal fusionne avec la société suédoise Vitabric, également producteur d'engrais pour fleurs. La société est divisée entre les familles Hofman, Vitabric et la société d'investissement scandinave Credus. En 2007, la partie néelandaise de la société est vendue  à l'entreprise néelandaise Synergia, aussi propriétaire de sociétés telles que lSchoenenreus et les croquettes Van Dobben et  Kwekkeboom. La partie Chrysal est revendue au propriétaire d'origine. La séparation permet à Pokon de se concentrer sur le marché des consommateurs et à Chrysal sur le marché professionnel, en particulier les producteurs et les négociants en fleurs coupées.
Pokon a fusionné en 2008 avec Naturado, et se situe à Veenendaal.
L'engrais est connu par les avocats par le Pokon/Substral-arrêt (RH 29-03-1985) concernant la publicité comparative.

## Source
- (nl) Cet article est partiellement ou en totalité issu de l’article de Wikipédia en néerlandais intitulé « Pokon » (voir la liste des auteurs).